# Air Nostrum
Air Nostrum, Líneas Aéreas del Mediterráneo, S.A. ist eine spanische Regionalfluggesellschaft mit Sitz in Valencia und Operationsbasen in Valencia, Barcelona und Madrid-Barajas. Sie führt auf Basis eines Franchise-Abkommens alle Flüge unter der Marke Iberia Regional für Iberia durch.

## Geschichte
Air Nostrum nahm am 15. Dezember 1994 als eigenständige Fluggesellschaft den Betrieb auf.
1997 wurde ein umfangreicher Kooperationsvertrag mit Iberia unterschrieben. Im gleichen Jahr erwarb sie die Iberia-Tochter Binter Mediterráneo inklusive ihres Streckennetzes und der Flotte. 1999 fusionierte Iberia mit Aviaco, wobei das nationale und internationale Streckennetz von Aviaco ebenfalls auf Air Nostrum übertragen wurde. Seitdem wurden alle Maschinen in das Corporate Design der Iberia umlackiert.
Mit Auslieferung Mitte Dezember 2010 war Air Nostrum zusammen mit Brit Air Erstkunde des Bombardier CRJ1000.
Air Nostrum befindet sich im Besitz von Nefinsa (74,8 Prozent), der Caja Duero (22,2 Prozent) und dem Air Nostrum Management (3 Prozent).
2015 expandierte sie zusammen mit der bolivianische Línea Aérea Amaszonas nach Paraguay und gründete dort die Amaszonas del Paraguay.
Der die Besitzgesellschaft von Air Nostrum kontrollierende Carlos Bertomeu hat über die ebenfalls von ihm kontrollierte Eisenbahngesellschaft Operador Ferroviario de Levante zusammen mit Trenitalia die Intermodalidad de Levante SA (ILSA) gegründet, die seit Ende 2022 mit Zügen des Typs FS ETR 400 Hochgeschwindigkeitsbahnverkehr in Spanien betreibt.
Im Oktober 2023 fusionierte Air Nostrum mit Cityjet. Die neue Dachgesellschaft nennt sich Strategic Alliance of Regional Airlines (SARA). Die Air-Nostrum-Teilhaber erhalten 80 % der neuen Gesellschaft, die Cityjet-Teilhaber 20 %.

## Ziele
Air Nostrum fliegt im Auftrag und Markenauftritt von Iberia vor allem nationale Strecken innerhalb Spaniens. International werden Ziele in Europa und Nordafrika bedient. Im deutschsprachigen Raum werden Frankfurt, Düsseldorf und München bedient.
Seit der Sommersaison 2023 führt die Gesellschaft Charterflüge zwischen Paderborn/Lippstadt und Palma de Mallorca für AIDA Cruises durch, seit Mai 2024 auch zwischen Bern-Belp und Palma.

## Flotte

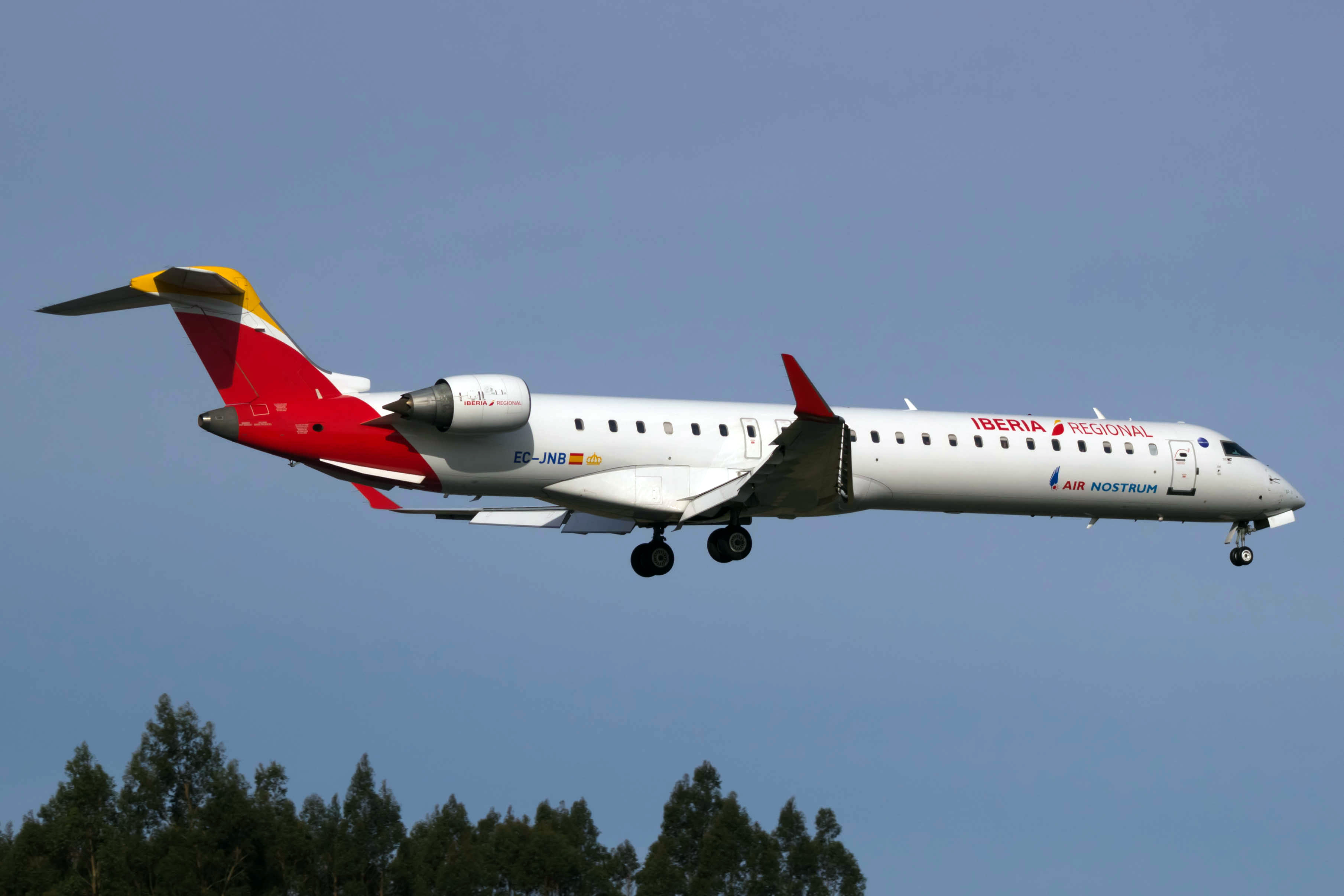
Bombardier CRJ-900 der Air Nostrum

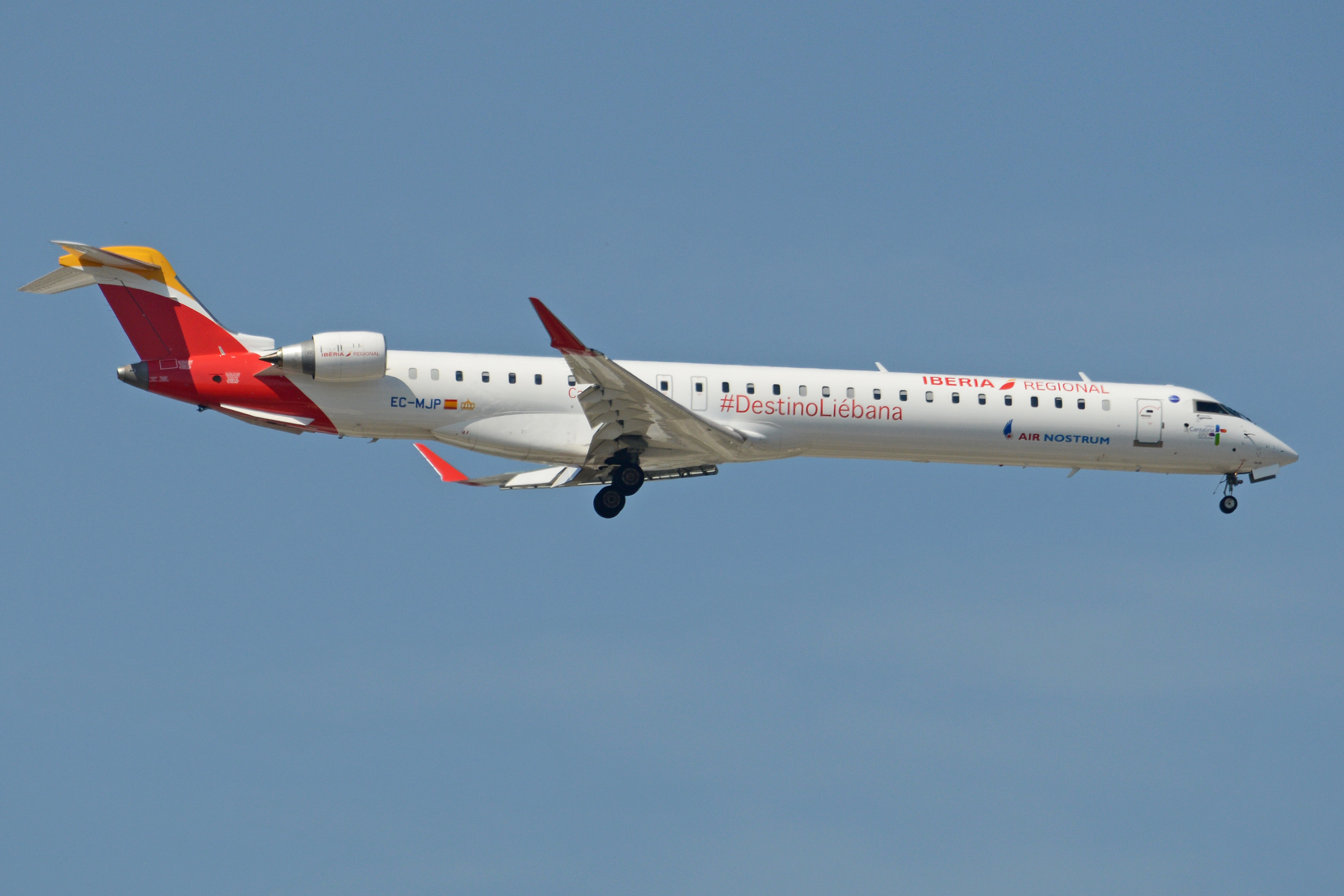
Bombardier CRJ-1000 der Air Nostrum, betrieben für Iberia Regional

Mit Stand April 2025 besteht die Flotte der Air Nostrum aus 39 Flugzeugen mit einem Durchschnittsalter von 12,3 Jahren:
| Flugzeugtyp         | Anzahl | bestellt | Anmerkungen  | Sitzplätze | Durchschnittsalter |
| ------------------- | ------ | -------- | ------------ | ---------- | ------------------ |
| ATR 72-600          | 06     |          |              | 72         | 12,9 Jahre         |
| Bombardier CRJ-200  | 06     |          | zwei inaktiv | 50         | 24,8 Jahre         |
| Bombardier CRJ-1000 | 27     | 3        | eine inaktiv | 100        | 09,5 Jahre         |
| Airlander 10        |        | 10       | Luftschiff   | 100        |                    |
| Gesamt              | 39     | 13       |              |            | 12,3 Jahre         |

## Ehemalige Flugzeugtypen
In der Vergangenheit setzte Air Nostrum bereits folgende Flugzeugtypen ein:
- ATR 42-300
- BAe 146-200/-300
- Bombardier CRJ100
- Bombardier CRJ900
- De Havilland DHC-8
- Fokker 50

## Zwischenfälle
In ihrer Geschichte verzeichnet Air Nostrum einen Flugzeugverlust, jedoch keine Todesopfer:
- Am 17. Januar 2003 verunglückte eine Fokker 50 der Air Nostrum mit dem Kennzeichen PH-FZE aus Málaga kommend bei der Landung in der spanischen Enklave Melilla. Die Maschine schoss bei starkem Wind über das Ende der Landebahn hinaus und zerbrach in zwei Teile. Von den 19 Menschen an Bord wurden neun verletzt, zwei davon schwer.[9]